# 多叶虎耳草
多叶虎耳草（学名：Saxifraga pallida），为虎耳草科虎耳草属下的一个植物种。其种加词“pallida ”意为“淡色的”。
现接受名为多叶虎耳草（Micranthes pallida (Wall. ex Ser.) Losinsk., 1928）。